# 3 (число)
3 (три, трійка) — число і цифра. Натуральне число між 2 і 4.

## Математика
- 2-ге просте число
- просте число-близнюк (в парі з 5)
- 2-ге просте число Софі Жермен
- 4-те число Фібоначчі
- Нульове число Ферма ({\displaystyle 2^{2^{0}}+1})
- 2-ге число Мерсенна ({\displaystyle 2^{2}-1})
- 2-ге трикутне число
- 10³ називається тисяча
- Префікси одиниць вимірювання: 103 кіло (к) і 10−3 мілі (м)
- ціле наближення числа π
- 2³ = 8
- 3³ = 27
- 1/3 — третина
- 3! = 6
- 13 — тринадцять (або чортова дюжина)
- 30 — тридцять
- 300 — триста
- Тризначна логіка була використана на апаратному рівні в ЕОМ Сетунь. Також використовується як варіант перешкодостійкого кодування в протоколі Ethernet
- ознака подільності числа на 3: будь-яке число ділиться на 3 в тому і лише в тому випадку, якщо сума його цифр ділиться на 3

## Геометрія
- Через будь-які три точки, що не лежать на одній прямій, можна провести тільки одну площину
- Трикутник — багатокутник із трьома вершинами
- Тривимірний простір

## Природні Науки
- 3 — атомний номер літію
- Земля — третя планета від Сонця
- Потрійна точка води
- Кварки поділяються на три покоління й одночасно на 3 кольори.

## Історія
- Три поділи Польщі.
- Третій Рейх (1933—1945).

### Географічна уява стародавніх
- Пласка Земля тримається на трьох китах, які плавають в океані.

## Релігія

### Творення
- Тривимірний простір матеріального Всесвіту

### Християнство
- Свята Трійця: Бог-Отець, Бог-Син та Святий Дух
- Три отроки в пещі вогняній
- Три волхва принесли дари Ісусу, що народився в Назарет
- Ісус Христос воскрес ранком на третій день
- Після Воскресіння Ісус тричі являвся людям
- Приказка: «Бог Трійцю любить»

### Язичництво
- У слов'янській міфології 3 — одна з трьох священних цифр. Позначає: 1) кількість священних цифр; 2) трійковість світобудови (трансцентдентні сутності Тригла та Триглав). Має своє зображення в магічних і народних орнаментах.

## У мистецтві
- Три богатирі
- Три ведмеді
- Три банани (мультфільм)
- Три мушкетери
- Три товстуни
- Три танкісти
- Троє в човні
- Трилогія
- Три сестри
- Триніті — персонаж у трилогії «Матриця» (фільм)
- Три ельф ельфійське число. (Толкін, Володар перснів, Сильмариліон) Три сильмарила, три ельфійських персні, три роди ельфів.
- Мінбар (Вавилон-5) три касти, три мови, «дев'ять у сірій раді: тричі три» (цитата, Вавилон-5)
- Три мудрі мавпи

## Музика
- Позначається інтервал терція
- Список Третіх симфоній

## Дати
- Події
  - 3 рік;
  - 1 рік до н. е.
  - 1703 рік
  - 1803 рік
  - 1903 рік
  - 2003 рік
- Події, свята, дні народження і смерті відомих людей:

3 січня | 3 лютого | 3 березня | 3 квітня | 3 травня | 3 червня | 3 липня | 3 серпня | 3 вересня | 3 жовтня | 3 листопада | 3 грудня

## Інші галузі
- 3 — шифр німецької мови в міжнародному коді книг — ISBN
- Трьохразове харчування
- В кирилиці числове значення літери г (глаголь)
- ASCII-код керуючого символу ETX (end of text).
- 3-й день тижня — середа
- ВАЗ-2103 — у побуті «трійка»
- BMW — 3-ї серії
- Формат A3
- У кожному кварталі та кожному порі року по 3 місяці
- Тризуб
- У виделок, вилиць буває 3 зубці
- Тройка коней
- Трійка НКВС
- Несвята трійця при розпитті спиртних напоїв: «Зметикувати на трьох»